# Posnania
La Posnania (in tedesco: Provinz Posen, in precedenza Provinz Großherzogtum Posen) fu una provincia orientale del Regno di Prussia dal 1848 al 1918 (dal 1870 in poi la Prussia fu parte integrante dell'Impero tedesco).
La provincia doveva il suo nome al capoluogo, Posen (l'attuale Poznań), aveva una superficie di circa 29000 km² ed era una regione prevalentemente agricola.
La popolazione era di 2,1 milioni di abitanti nel 1910 ed era composta per quasi due terzi da cittadini di lingua polacca, mentre oltre un terzo era di lingua tedesca. La popolazione tedesca era concentrata soprattutto nelle città e nella parte occidentale della provincia, mentre la sola città di Bromberg era in maggioranza tedesca. Le città principali, oltre al capoluogo, erano Bromberg (Bydgoszcz), Schneidemühl (Piła), Gnesen (Gniezno) e Hohensalza (Inowrocław).

## Paesaggio
Il paesaggio è prevalentemente pianeggiante, solcato da due grandi fiumi, il Netze a nord e il Warthe al centro. In tutto il territorio sono presenti numerosi laghetti che vengono drenati dagli affluenti dei due grandi fiumi. Un terreno ideale per l'agricoltura.

## Storia
Dall'Alto Medioevo fino al XVIII secolo la zona fu parte integrante del Regno di Polonia dipendente dall'arcidiocesi di Gnesen. Verso il XIII secolo, numerosi agricoltori tedeschi vi si stabilirono. Nel XIV secolo, queste aree facevano ancora parte della Polonia divisa tra i Voivodati di Kalisz e di Poznań.
Dopo la Prima Spartizione della Polonia nel 1772, il confine con la Prussia si trovava a nord lungo il fiume Netze, oltre il quale fu creato il distretto di Netze e promosso l'insediamento tedesco. Durante la seconda spartizione della Polonia, nel 1793, tuttà l'area entrò a far parte del Regno di Prussia formando la provincia della Prussia Meridionale. Dopo la sconfitta inflitta alla Prussia dalla Francia di Napoleone I, queste acquisizioni furono il risultato del Trattato di Tilsit del 1807, dove la Prussia dovette cedere questi territori al neo-costituito Ducato di Varsavia.
Dopo la sconfitta di Napoleone ed il conseguente Congresso di Vienna del 1815, gran parte della provincia della Prussia Meridionale venne riattribuita al Regno di Prussia, costituendo la Provincia di Posen, la parte nord-orientale con le città di Deutsch Krone e di Flatow vennero incluse nella provincia della Prussia Occidentale, i Distretti Governativi di Posen e Bromberg vennero ulteriormente frazionati in Circondari Rurali e Città extracircondariali, secondo il sistema tedesco di suddivisione amministrativa, che qui rimase tale fino al 1918.
In seguito alla disfatta tedesca nella prima guerra mondiale e alla sollevazione della Grande Polonia, il Trattato di Versailles attribuì la regione alla ricostituita Polonia, salvo per alcune frange occidentali nelle quali era prevalentemente concentrata la popolazione di lingua tedesca che andarono a formare dal 1922 al 1938 la cosiddetta Grenzmark Posen-Westpreußen ("Marca della Posnania-Prussia Occidentale"). L'antico territorio della Posnania fa parte integralmente della Polonia dal 1945, e la popolazione tedesca è stata espulsa dopo la fine della seconda guerra mondiale.